# Parson Russell terrier
Le Parson Russell terrier ou Terrier du révérend Russell est un terrier développé au XIXe siècle pour la chasse au renard.

## Caractéristiques
Contrairement à son cousin le Jack Russell Terrier, le Parson possède le type d'origine voulu par son créateur le révérend Russell, avec un format haut sur pattes et une poitrine peu profonde. Ces deux caractéristiques ont été altérées chez le Jack, qui a été sélectionné également comme chien de compagnie. 
Le Parson, quant à lui, est et demeure un chien de chasse, très apprécié des chasseurs mais délaissé comme compagnon. Toutefois il profite de la notoriété de son cousin et sa popularité augmente. Les parsons sont généralement pourtant plus dociles et ont des relations entre chiens et avec les humains plus faciles. Ce sont des chiens intelligents, capables de comprendre beaucoup d'informations durant leurs dressages, ils peuvent devenir des chiens de compagnie très obéissants.  Réciproquement, en raison de sa taille plus petite le jack est plus appréciés des chasseurs sous-terre. 
Ces chiens sont également dynamiques. Ils sont par exemple très adaptés à la pratique de l'agility.

Le Terrier du révérend Russel ne possède pas de problèmes de santé particuliers ; il est résistant à tout type de climats. L'espérance moyenne d'un Parson Russel terrier peut aller jusqu'à une quinzaine d'années.

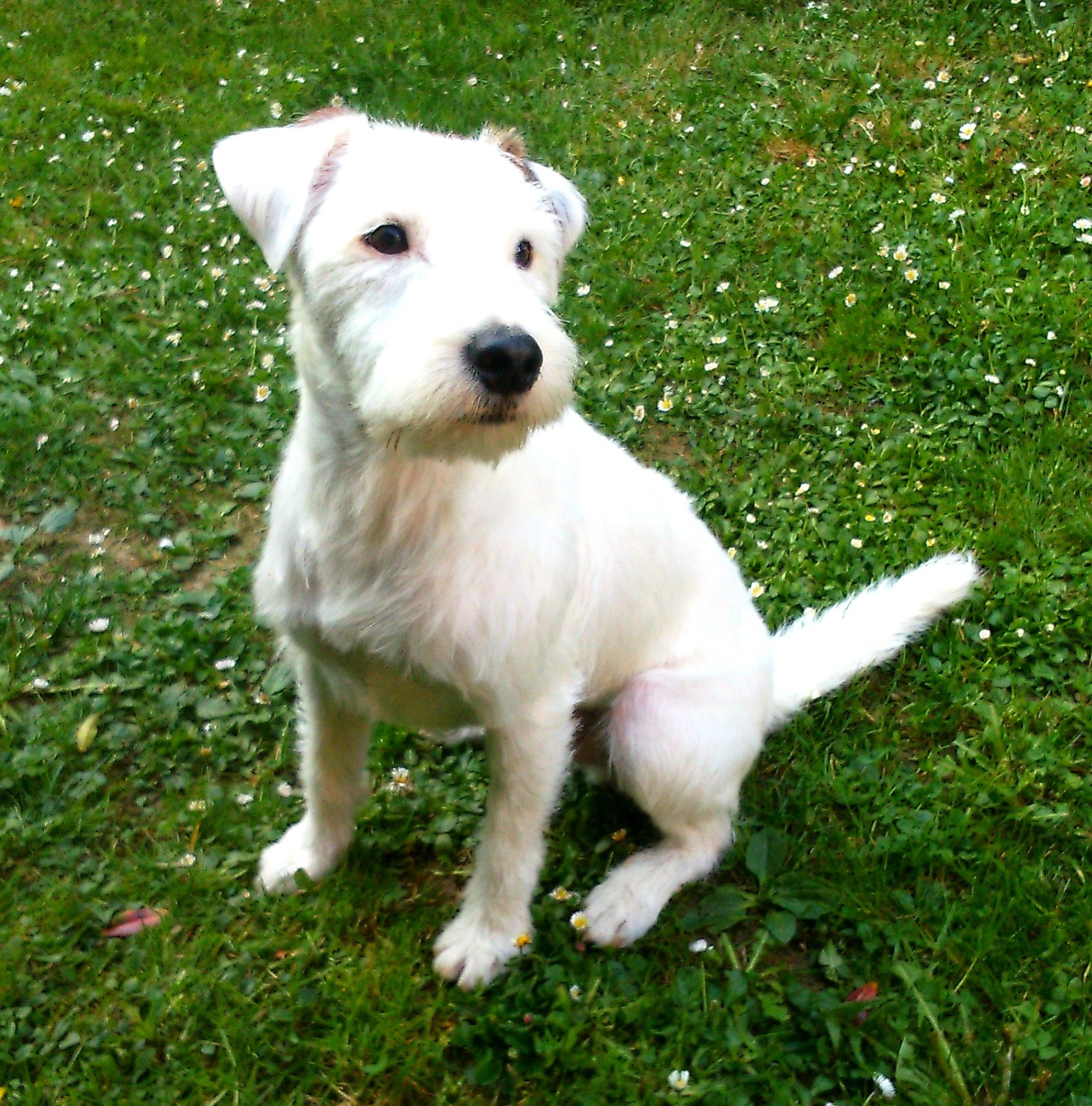
Un Parson Russell terrier.